# Зицьк-Польський
Зицьк-Польський (пол. Zyck Polski) — село в Польщі, у гміні Слубіце Плоцького повіту Мазовецького воєводства.
Населення — 250 осіб (2011).
У 1975-1998 роках село належало до Плоцького воєводства.

## Демографія
Демографічна структура станом на 31 березня 2011 року:
|          | Загалом | Допрацездатний вік | Працездатний вік | Постпрацездатний вік |
| -------- | ------- | ------------------ | ---------------- | -------------------- |
| Чоловіки | 118     | 25                 | 77               | 16                   |
| Жінки    | 132     | 29                 | 73               | 30                   |
| Разом    | 250     | 54                 | 150              | 46                   |